# Ich hatte viel Bekümmernis
Ich hatte viel Bekümmernis (in tedesco, "Avevo una grande afflizione") BWV 21 è una cantata di Johann Sebastian Bach.

## Storia
Composta a Weimar nel 1713 per la III domenica dopo la Trinità, la cantata venne eseguita per la prima volta solo il 17 giugno 1714, dopo una prima revisione. Un ulteriore rifacimento venne operato da Bach durante la sua permanenza a Köthen (1717-1723), probabilmente nel 1720. Una rappresentazione venne eseguita a Lipsia il 13 giugno 1723, e, dopo un ennesimo rifacimento, la cantata venne nuovamente eseguita a Lipsia nel 1731. L'opera è indicata da Bach come adatta per ogni tempo, in quanto il testo è piuttosto generico e non si riferisce ad alcuna solennità nello specifico.
Il testo della cantata è un insieme di autori diversi: il salmo 94, versetto 19, per il secondo movimento; Salomon Franck per i movimenti 3-5; il salmo 42, versetto 5, per il sesto movimento; Salomon Franck per i movimenti 7-8; il salmo 116, versetto 7, per il nono movimento; Salomon Franck per il decimo; l'apocalisse di san Giovanni, capitolo cinque, versetti 12-13, per l'undicesimo.

## Struttura
La Ich hatte viel Bekümmernis è composta per soprano solista, tenore solista, basso solista, coro, trombone I, II e III, timpani, oboe, violoncello, violino I e II, fagotto e basso continuo ed è suddivisa in undici movimenti:
1. Sinfonia.
2. Coro: Ich hatte viel Bekümmernis, per tutti.
3. Aria: Seufzer, Tränen, Kummer, Not, per soprano.
4. Recitativo: Wie hast du dich, mein Gott, per tenore.
5. Aria: Bäche von gesalznen Zähren, per tenore.
6. Coro: Was betrübst du dich.
7. Recitativo: Ach Jesu, meine Ruh, per soprano e basso.
8. Aria: Komm, mein Jesu, und erquicke/Ja, ich komme und erquicke, per soprano e basso.
9. Coro: Sei nun wieder zufrieden, meine Seele.
10. Aria: Erfreue dich, Seele, erfreue dich, Herze, per tenore.
11. Coro: Das Lamm, das erwürget ist, per tutti.

La cantata è aperta da una sinfonia orchestrale simile a quella della cantata Weinen, Klagen, Sorgen, Zagen BWV 12.